# Олдрич, Томас Бейли
Томас Бейли Олдрич (англ. Thomas Bailey Aldrich; 1836—1907) — североамериканский писатель, поэт и новеллист.

## Биография
Томас Бейли Олдрич родился 11 ноября 1836 года в Портсмуте, в штате Нью-Гэмпшир, США.
После смерти отца должен был оставить свои литературные занятия и поступить на работу в банк. В девятнадцатилетнем возрасте он издал «The ballad of Babie Bell» (позднее она издавалось под названием «Baby Bell»), которая имела большой успех.
В промежутке между 1855 и 1862 годом появилось несколько томиков его стихотворений, рассказ для юношеского возраста и романс «Out of his head».
В 1865 году Т. Б. Олдрич издал собрание своих стихотворений, которое в 1875 году вышло 2-м изданием под заглавием «Cloth of gold» и в 1876 году под заглавием «Flower and Thorn».
Т. Б. Олдрич скончался 19 марта 1907 года в Бостоне.

## Творчество
Многочисленные лирические стихи Олдрича полны мелодичности, а немногие сонеты принадлежат к лучшим произведениям североамериканской литературы. Из его рассказов для молодежи, отличающихся живым юмором, особого внимания заслуживает полуавтобиографическая повесть «The Story of a Bad Boy» (1869). Из более крупных юмористических новелл можно назвать «Prudence Palfrey» (1874), «The Queen of Scheba» (1877) и «The Stillwater tragedy» (1880).

## Переводы на русский язык
В России с 1896 по 1930 год известны как минимум четыре попытки адаптировать повесть «The Story of a Bad Boy» для отечественного читателя. Отмечается, что все они намеренно ориентировались исключительно на детей, поэтому страдают врожденной деформацией первоначального сюжета.
Одна из самых известных адаптаций получила название «Воспоминания американского школьника». Авторы перевода-пересказа, выполненного в 1930 году, Т. Габбе и З. Задунайская. 
В 2024 году издательством «Летний сад» опубликован перевод «Истории плохого мальчика», выполненный Ильей Поляковым. 